# Puerto de Ancares
Der Puerto de Ancares ist ein 1669 Meter hoher spanischer Gebirgspass und liegt an der Grenze zwischen Galicien und Kastilien und León im Kantabrischen Gebirge. Er verbindet die Gemeinde Navia de Suarna im Norden mit Valle de Ancares im Süden. Die Straße führt über die LE-4211.

## Auffahrten
Die Nordauffahrt von Navia de Suarna ist 12 Kilometer lang und weist eine durchschnittliche Steigung von 7,8 % auf. Der Anstieg beginnt kurz nach Murias mit der Überquerung des Balouta. Auf den ersten beiden Kilometern liegt die Steigung bei rund 8 %, ehe sechs Kilometer mit Steigungsschnitten jenseits der 10 %-Marke folgen. Bei Balouta flacht die Straße kurzzeitig ab, ehe die Steigungsprozente im oberen Bereich wieder deutlich zunehmen.
Die Südostauffahrt von Vega de Espinareda ist rund 30 Kilometer lang, wobei die letzten 5,5 Kilometer mit 12 % im Schnitt auf die Passhöhe führen. Die schmale Straße beinhaltet sieben Kehren und weist maximale Steigungsprozente von 15 % auf.
Alternativ kann die Passhöhe auch über die LE-CV-100/1 aus westlicher Richtung erreicht werden.

## Radsport
Der Puerto de Ancares wurde im Jahr 2011 erstmals von der Vuelta a España überquert. Damals führte die 13. Etappe über die Nordauffahrt, wobei auf der Passhöhe eine Bergwertung der 1. Kategorie abgenommen wurde. Der Spanier Daniel Moreno sicherte sich damals die meisten Punkte aus er Ausreißergruppe, ehe er im Sprint von Ponferrada den dritten Platz belegte.
Nur ein Jahr später stand die Nordauffahrt erneut im Programm der Spanien-Rundfahrt, wobei erstmals eine Bergankunft auf dem Puerto de Ancares stattfand. Der Spanier Joaquim Rodríguez gewann die Etappe im Roten Trikot und baute seine Gesamtführung auf seinen Landsmann Alberto Contador auf 22 Sekunden aus. Wenige Tage später verlor er auf der 17. Etappe viel Zeit und belegte schlussendlich den dritten Gesamtrang. Im Jahr 2014 ging die 20. Etappe auf der Passhöhe des Puerto de Ancares zu Ende, wobei erstmals die steilere Südauffahrt genutzt wurde. Alberto Contador gewann die Bergankunft im Roten Trikot und fixierte tags drauf seinen dritten und letzten Gesamtsieg bei der Spanien-Rundfahrt.
Im Jahr 2024 ging die 13. Etappe mit einer Bergankunft auf dem Puerto de Ancares zu Ende. Die Fahrer erreichten die Passhöhe erneut über die Südauffahrt, die als Bergwertung der 1. Kategorie galt. Der Kanadier Michael Woods gewann die Etappe, während Primož Roglič den gesamtführenden Ben O’Connor distanzierte und fast zwei Minuten herausfuhr. Der Australier blieb jedoch im Roten Trikot.
| Jahr  | Etappe     | Bergwertung   | Fahrer            | Auffahrt |
| ----- | ---------- | ------------- | ----------------- | -------- |
| 2011  | 13. Etappe | 1. Kategorie  | Daniel Moreno     | Nord     |
| 2012* | 14. Etappe | 1. Kategorie  | Joaquim Rodríguez | Nord     |
| 2014* | 20. Etappe | ESP Kategorie | Alberto Contador  | Süd      |
| 2024* | 13. Etappe | 1. Kategorie  | Michael Woods     | Süd      |

* Bergankunft